# Sympathy for the Devil
«Sympathy for the Devil» (с англ. — «Сочувствие к дьяволу») — песня, написанная группой Rolling Stones, которая впервые появилась в 1968 году в качестве трека в альбоме Beggars Banquet. Песня написана Миком Джаггером и Китом Ричардсом. Журнал Rolling Stone поместил песню на 32-ю позицию в списке «500 величайших песен всех времен». Британский еженедельник New Musical Express включил данную композицию в свой список «500 величайших песен всех времён», разместив её в нём на 227-й позиции.

## Описание
«Sympathy for the Devil» была написана вокалистом Миком Джаггером и гитаристом Китом Ричардсом совместно, но основной вклад в написание песни принадлежит именно Джаггеру. Первоначально песня называлась «The Devil Is My Name» (с англ. — «Дьявол — моё имя»), и она пелась Миком Джаггером от лица Люцифера.
На песню сделано множество кавер-версий различных исполнителей, в том числе Оззи Осборном. Песня прозвучала в титрах «Интервью с вампиром: Хроника жизни вампира», в трейлере к «Уолл-стрит: Деньги не спят», дважды в фильме «Экипаж», а также в ленте «Фокус» (2014), где она стала одним из элементов сюжета. Также песня прозвучала в игре Call of Duty: Black Ops в миссии «Место падения» и финальных титрах. В 2015 году вышел кавер на песню от Motörhead в альбоме Bad Magic.
Песня была написана под впечатлением от стихов Бодлера и классического романа Михаила Афанасьевича Булгакова «Мастер и Маргарита», прочитанного Джаггером.